# Vol UPS Airlines 6
Le 3 septembre 2010, un Boeing 747-400 cargo assurant le vol UPS Airlines 6 reliant Dubaï aux Émirats arabes unis et Cologne en Allemagne a subi un incendie en vol qui a provoqué l'écrasement de l'avion, tuant les deux membres d'équipage, les seules personnes à bord,,. Il s'agissait du premier accident mortel pour UPS Airlines.

## Avion et équipage
L'avion impliqué dans l'accident était un Boeing 747-400F immatriculé N571UP, livré à UPS Airlines en 2007,. Il avait volé pendant plus de 10 000 heures et avait fait l'objet d'une inspection majeure en juin 2010.
Aux commandes se trouvaient le commandant de bord Douglas Lampe, 48 ans, et le copilote Matthew Bell, 38 ans,.

## Déroulement du vol

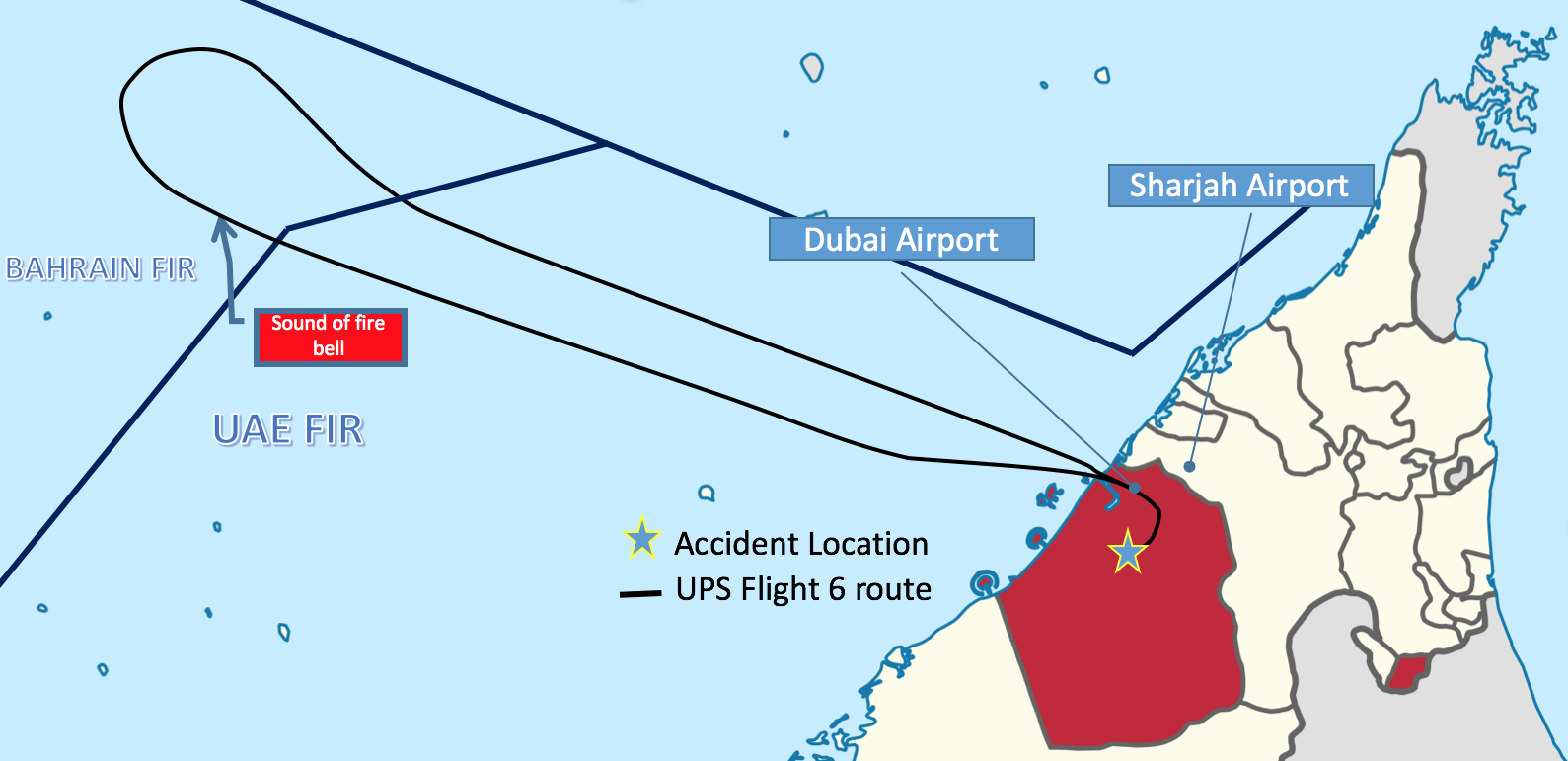
Trajectoire du vol UPS 6.

Le vol 6 a décollé de l'aéroport international de Dubaï à 14 h 53 UTC le 3 septembre 2010, à destination de l'aéroport de Cologne Bonn.
À 15 h 15, le message " FIRE MAIN DK FWD " (Feu pont principal avant) apparaît sur l'affichage supérieur de l'EICAS (en), et l'équipage signale un incendie dans le cockpit lorsque l'avion se trouve à environ 120 milles nautiques (222 kilomètres) à l'ouest-nord-ouest de Dubaï. Une urgence a été déclarée peu après. Les pilotes étaient sous la responsabilité du contrôle de la circulation aérienne de Bahreïn, et ils n'ont pas pu initialement contacter le contrôleur de Dubaï en raison de la fumée épaisse dans le cockpit obscurcissant le panneau radio. Bien qu'on leur ait proposé une diversion vers Doha, au Qatar, le commandant Douglas Lampe a pris la décision de retourner à Dubaï,. L'épaisse fumée a obligé les pilotes à communiquer avec les avions à proximité sur VHF pour relayer les messages au contrôle de Bahreïn, car les pilotes ne pouvaient pas voir la radio à travers la fumée.
Le commandant Lampe a rapidement choisi de désengager le pilote automatique et de piloter l'avion manuellement. Ce faisant, il a découvert qu'il n'avait aucun contrôle sur la gouverne de profondeur. L'incendie avait traversé le revêtement protecteur résistant au feu qui recouvrait la soute et détruit le système de commande de vol principal, paralysant le 747. À 15 h 20, la fumée s'est répandue dans le cockpit et l'incendie a détruit le câble d'alimentation en oxygène du commandant de bord. Ce dernier a laissé le commandement de l'avion au copilote Matthew Bell et a quitté son siège pour obtenir le masque à oxygène EROS (Emergency Reserve Oxygen System), qui était rangé derrière son siège, mais a rapidement été incommodé par la fumée âcre et a perdu conscience, s'effondrant sur le plancher du cockpit. Pendant ce temps, le copilote Matthew Bell a reçu l'ordre d'atterrir sur la piste 12L de l'aéroport mais la fumée l'empêche de voir ses instruments et il est contraint de se servir de la tour de contrôle pour connaître sa vitesse, son altitude et son cap.

Prise de vue aérienne du site du crash.

L'avion était trop haut lors de son approche et le train d'atterrissage ne s'est pas sorti. L'avion a survolé l'aéroport avant d'effectuer un virage serré. Le copilote Bell a tenté de se tourner vers l'aéroport international de Sharjah, mais a inconsciemment tourné dans la mauvaise direction. En effet, le contrôleur propose au pilote d'effectuer un virage au cap 95 mais à cause de la fumée, il entre par erreur le cap 195 dans le pilote automatique. S'en rendant compte, il débranche le pilote automatique mais les flammes ont détruit les câbles de commande. Le contact radar a été perdu peu après à 15 h 42 UTC. L'avion a finalement percuté le sol à un angle assez faible mais à une grande vitesse dans une zone peu peuplée entre Emirates Road (en) et Al Ain Highway, près du camp militaire de Nad Al Sheba (en),. L'aile droite a touché le sol en premier et le 747 en feu a dérapé sur quelques mètres et a explosé dans une boule de feu, tuant le copilote instantanément,,.

## Enquête

L'enregistreur de données de vol (FDR), récupéré parmi les débris du vol 6.

L'Autorité générale de l'aviation civile (en) des Émirats arabes unis (GCAA) a ouvert une enquête sur l'accident, assistée par le conseil national de la sécurité des transports américain (NTSB). Le gouvernement de Bahreïn a décidé de mener sa propre enquête sur l'accident. UPS a également envoyé sa propre équipe d'enquête. L'enregistreur de données de vol (FDR) et l'enregistreur vocal du poste de pilotage (CVR) ont été récupérés et envoyés aux États-Unis pour analyse par le NTSB,.
Malgré la revendication du groupe terroriste Al-Qaïda quant à son implication dans l'accident, les enquêteurs n'ont finalement trouvé aucun élément ne permettant d'affirmer que l'avion avait subi un acte criminel,,.
La GCAA a publié son rapport d'enquête final en juillet 2013,,. Le rapport indiquait que l'incendie était dû à l'auto-inflammation du contenu d'une palette de chargement, qui contenait plus de 81 000 batteries au lithium et autres matériaux combustibles,. L'arrêt du pack de climatisation (en) numéro 1 (les packs 2 et 3 étaient coupés) pour des raisons inconnues a conduit à de la fumée dans le cockpit(p24),.
L'enquête a également révélé que le revêtement de la soute cargo n'avait pas été suffisamment résistant au début de l'incendie, ce qui avait contribué à la gravité des dommages(p120).
42 recommandations de sécurité ont été émises par le GCAA et le NTSB à la suite de l'accident et de la publication du rapport final.

## Conséquences
En octobre 2010, la Federal Aviation Administration (FAA) a émis une alerte de sécurité pour les opérateurs soulignant le fait que le fret à bord du vol 6 contenait une grande quantité de batteries au lithium,. La FAA a émis une restriction sur le transport de batteries au lithium en vrac sur les vols de passagers,,(p120). Boeing a annoncé que les check-lists incendie du 747-400F devaient être modifiées pour indiquer aux pilotes qu'au moins un des trois systèmes de climatisation devait rester en service afin d'éviter une accumulation excessive de fumée dans le poste de pilotage.
L'accident a ravivé les inquiétudes concernant les effets de la fumée dans le cockpit, soulevant la question de savoir si des masques anti-fumée (en) devraient être introduits dans l'aviation commerciale. Au moment de l'accident, le NTSB américain avait demandé à la FAA de rendre obligatoire l'installation de systèmes d'extincteurs automatiques dans les cales des avions-cargos. UPS Airlines a suivi les règlements de la FAA, qui stipulaient que les pilotes devraient dépressuriser la cabine principale et monter à une altitude d'au moins 20 000 pieds (6 100 mètres) lors de la détection d'un incendie afin de priver les flammes d'oxygène.

## Médias
L'accident a fait l'objet d'un épisode dans la série télé Air Crash nommé « Livraison mortelle » (saison 15 - épisode 4).